# Fabrice Abriel
Fabrice Abriel (ur. 6 lipca 1979 w Suresnes) – francuski piłkarz pochodzenia reuniońskiego występujący na pozycji pomocnika.

## Kariera klubowa
Abriel zawodową karierę rozpoczynał w 1999 roku w klubie Paris Saint-Germain z Division 1. W tych rozgrywkach zadebiutował 15 stycznia 2000 roku w zremisowanym 1:1 pojedynku z Girondins Bordeaux. W styczniu 2001 roku został wypożyczony do szwajcarskiego Servette FC. Sezon 2001/2002 spędził natomiast na wypożyczeniu w Amiens SC (Division 2). Latem 2002 roku podpisał kontrakt z Amiens. Spędził tam jeszcze 3 lata.
W 2004 roku przeszedł do innego drugoligowego zespołu, En Avant Guingamp. Pierwszy ligowy mecz zaliczył tam 3 września 2004 roku przeciwko Dijon FCO (0:1). W Guingamp grał przez 2 lata. W tym czasie rozegrał tam 68 ligowych spotkań i zdobył 8 bramek.
W 2006 roku Abriel odszedł do pierwszoligowego FC Lorient. W jego barwach zadebiutował 5 sierpnia 2006 roku w wygranym 3:2 ligowym spotkaniu z Paris Saint-Germain. 27 stycznia 2007 roku w wygranym 2:0 pojedynku z FC Nantes strzelił pierwszego gola w Ligue 1. W Lorient Abriel występował przez 3 lata.
Latem 2009 roku podpisał kontrakt z Olympique Marsylia. Pierwszy ligowy mecz zaliczył tam 8 sierpnia 2009 roku przeciwko Grenoble Foot 38 (2:0). W 2010 roku zdobył z klubem mistrzostwo Francji, Puchar Ligi Francuskiej oraz Superpuchar Francji. Następnie grał w OGC Nice i Valenciennes FC, w którym zakończył karierę.
| Sezon   | Klub                | Kraj       | Rozgrywki   | Mecze | Bramki | Rozgrywki Europy                    | Mecze | Bramki |
| ------- | ------------------- | ---------- | ----------- | ----- | ------ | ----------------------------------- | ----- | ------ |
| 1999/00 | Paris Saint-Germain | Francja    | Divison 1   | 1     | 0      | -                                   | -     | -      |
| 2000/01 | Paris Saint-Germain | Francja    | Divison 1   | 1     | 0      | -                                   | -     | -      |
| 2000/01 | Servette FC (wyp.)  | Szwajcaria | Axpo League | 5     | 0      | -                                   | -     | -      |
| 2001/02 | Paris Saint-Germain | Francja    | Divison 1   | 0     | 0      | Liga Europy UEFA                    | 1     | 0      |
| 2001/02 | Amiens SC (wyp.)    | Francja    | Division 2  | 37    | 4      | -                                   | -     | -      |
| 2002/03 | Amiens SC           | Francja    | Ligue 2     | 36    | 3      | -                                   | -     | -      |
| 2003/04 | Amiens SC           | Francja    | Ligue 2     | 37    | 7      | -                                   | -     | -      |
| 2004/05 | Amiens SC           | Francja    | Ligue 2     | 5     | 1      | -                                   | -     | -      |
| 2004/05 | En Avant Guingamp   | Francja    | Ligue 2     | 31    | 3      | -                                   | -     | -      |
| 2005/06 | En Avant Guingamp   | Francja    | Ligue 2     | 38    | 5      | -                                   | -     | -      |
| 2006/07 | FC Lorient          | Francja    | Ligue 1     | 38    | 1      | -                                   | -     | -      |
| 2007/08 | FC Lorient          | Francja    | Ligue 1     | 38    | 2      | -                                   | -     | -      |
| 2008/09 | FC Lorient          | Francja    | Ligue 1     | 35    | 7      | -                                   | -     | -      |
| 2009/10 | Olympique Marsylia  | Francja    | Ligue 1     | 32    | 1      | Liga Mistrzów UEFA Liga Europy UEFA | 5 4   | 1 0    |
| 2010/11 | Olympique Marsylia  | Francja    | Ligue 1     | 22    | 0      | Liga Mistrzów UEFA                  | 3     | 0      |
| 2011/12 | OGC Nice            | Francja    | Ligue 1     | 27    | 0      | -                                   | -     | -      |
| 2012/13 | OGC Nice            | Francja    | Ligue 1     | 28    | 1      | -                                   | -     | -      |
| 2013/14 | OGC Nice            | Francja    | Ligue 1     | 25    | 0      | Liga Europy UEFA                    | 0     | 0      |
| 2014/15 | Valenciennes FC     | Francja    | Ligue 2     | 25    | 0      | -                                   | -     | -      |